# تشلغروف (بيدفوردشير)
تشلغروف (بالإنجليزية: Chalgrave)‏ هي قرية وأبرشية مدنية تقع في المملكة المتحدة في إنجلترا.